# Dušan Pašek
Pour les articles homonymes, voir Pasek.
Dušan Pašek, né le 7 septembre 1960 à Bratislava, en Tchécoslovaquie et mort le 15 mars 1998 à Bratislava en Slovaquie, est un joueur de hockey sur glace qui évoluait au poste de centre.

## Biographie
Dušan Pašek est repêché par les North Stars du Minnesota en 81e position lors du repêchage d'entrée dans la LNH 1982. Il représente la Tchécoslovaquie lors de 3 coupes Canada, des Jeux olympiques d'hiver en 1984, où il remporte la médaille d'argent, et en 1988 et lors de 5 championnats du monde qu'il gagne en 1985.
Devenu président de la Fédération de Slovaquie de hockey sur glace en 1996, il se suicide pendant son mandat en 1998.

## Statistiques
| Saison    | Équipe                   | Ligue        |    | Saison régulière | Saison régulière | Saison régulière | Saison régulière | Saison régulière |   | Séries éliminatoires | Séries éliminatoires | Séries éliminatoires | Séries éliminatoires | Séries éliminatoires |
| Saison    | Équipe                   | Ligue        | PJ | B                | A                | Pts              | Pun              | PJ               | B | A                    | Pts                  | Pun                  |                      |                      |
| 1977-1978 | HC Slovan Bratislava     | Rép. tchèque | 5  | 0                | 1                | 1                | 0                |                  |   |                      |                      |                      |                      |                      |
| 1988-1989 | North Stars du Minnesota | LNH          | 48 | 4                | 10               | 14               | 30               | 2                | 1 | 0                    | 1                    | 0                    |                      |                      |
| 1989-1990 | Wings de Kalamazoo       | LIH          | 20 | 10               | 14               | 24               | 6                | -                | - | -                    | -                    | -                    |                      |                      |
| 1989-1990 | HC Lugano                | LNA          |    | 10               | 11               | 21               | 0                |                  |   |                      |                      |                      |                      |                      |
| 1990-1991 | AS Asiago Hockey         | Italie       | 34 | 35               | 41               | 76               | 22               |                  |   |                      |                      |                      |                      |                      |
| 1990-1991 | HC Slovan Bratislava     | Rép. tchèque | 11 | 11               | 5                | 16               | 20               |                  |   |                      |                      |                      |                      |                      |
| 1992-1993 | KalPa Kuopio             | SM-liiga     | 10 | 2                | 4                | 6                | 16               |                  |   |                      |                      |                      |                      |                      |
| 1992-1993 | Augsburg EV              | 2. Bun       | 4  | 3                | 1                | 4                | 8                |                  |   |                      |                      |                      |                      |                      |